# 沈晃
沈晃（1504年—？），字克昭，號鹿塘，直隸鎮江府丹徒縣人，軍籍，明朝政治人物。

## 生平
嘉靖二十二年（1543年）癸卯科應天府鄉試第四十三名舉人。嘉靖二十六年（1547年）中式丁未科會試第十九名，登第三甲第一百五十九名進士。刑部觀政，歷余姚、商河二知县，升南京大理寺评事，官至归德府知府。

## 家族
曾祖沈肜；祖父沈毅；父沈瑀，壽官。前母林氏；母汪氏。永感下。子沈采。